# Andrea Bakula

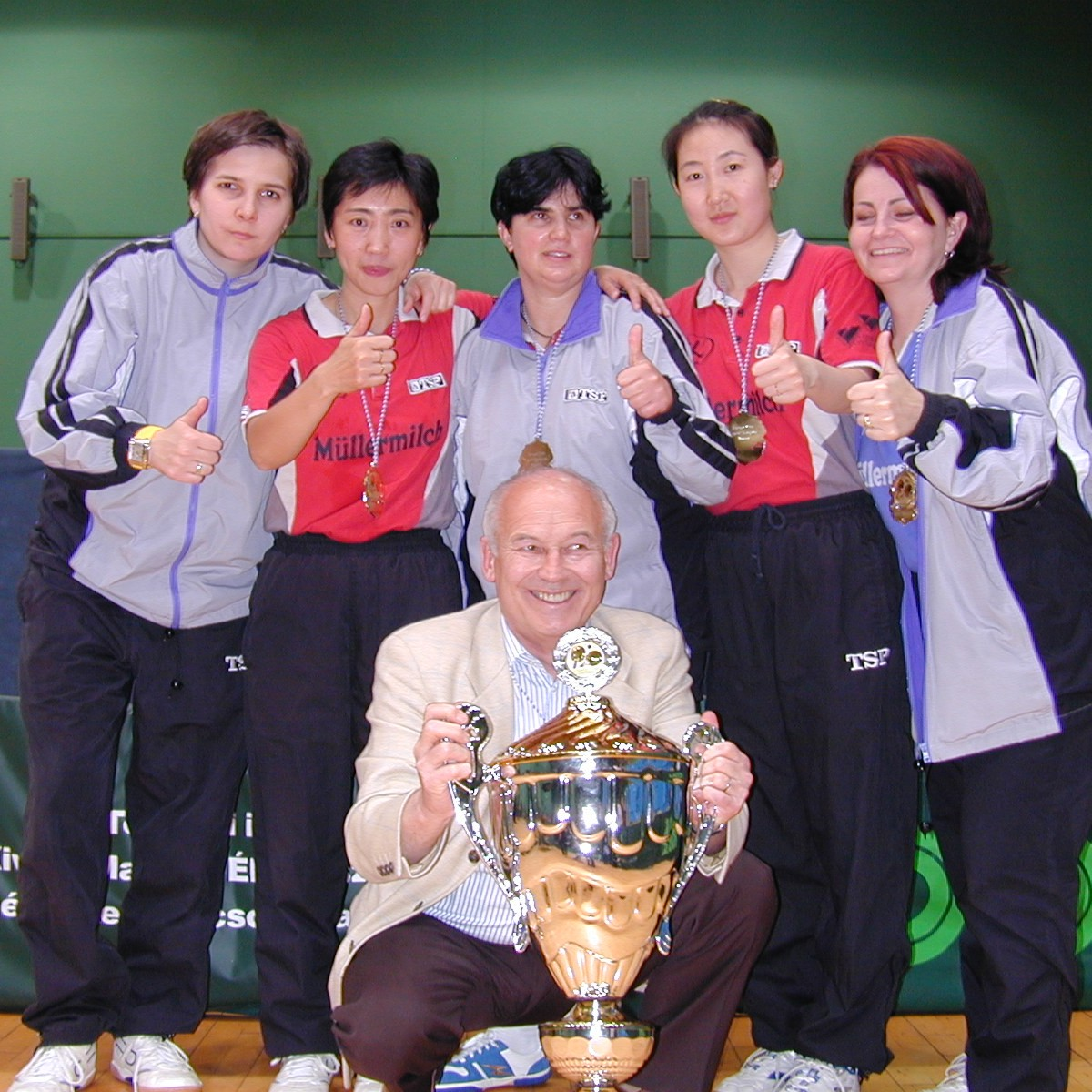
Andrea Bakula (links) mit dem Team TTC Langweid im Europapokal 2005. Von links nach rechts: Andrea Bakula, Yunli Schreiner, Csilla Bátorfi, Lin Xu und Olga Nemes

Andrea Bakula (* 15. August 1981 in Zagreb) ist eine kroatische Tischtennisspielerin. Sie nahm an elf Weltmeisterschaften, mindestens sechs Europameisterschaften und zwei Olympischen Spielen teil.

## Werdegang
Erste Erfolge internationale erzielte Andrea Bakula bereits bei Jugend-Europameisterschaften. Hier wurde sie 1996 Zweite im Einzel sowie Erste im Doppel mit Bojana Poljak und im Mixed. Auch 1999 erreichte sie im Einzel und Mixed das Endspiel, im Doppel mit Wang Yu und mit der Mannschaft holte sie Gold. Von 1997 bis 2010 nahm sie an elf Weltmeisterschaften teil, kam dabei aber nie in die Nähe von Medaillenrängen. 
Erfolgreicher war sie bei Europameisterschaften. Hier kam sie 2003 im Einzel ins Viertelfinale, mit der kroatischen Mannschaft wurde sie Zweiter. Auch 2005 holte sie mit der Mannschaft Silber. 2003 scheiterte sie im Doppelwettbewerb im Viertelfinale.
2000 qualifizierte sich Andrea Bakula erstmals für die Teilnahme an den Olympischen Spielen, und zwar für den Einzelwettbewerb. Hier gewann sie gegen die Australierin Stella Zhou, schied danach jedoch durch ihre Niederlage gegen Gao Jun (USA) aus. 2008 trat sie im Einzel- und Mannschaftswettbewerb an. Im Einzel besiegte sie Yadira Silva (Mexiko) und unterlag gegen Huang I-Hua (Taiwan). Mit der Mannschaft kam sie auf Platz neun.

## Vereine
2001 wechselte Andrea Bakula vom kroatischen Verein Mladost Zagreb in die deutsche Bundesliga zum FSV Kroppach. 2003 schloss sie sich dem TTC Langweid an, mit dem sie 2004 deutscher Meister wurde und 2005 den Europapokal gewann. 2005 kehrte sie nach Kroatien zurück und trat mit dem Verein HASTK Mladost Zagreb in der europäischen Superligaan.  2009 wurde sie vom TuS Bad Driburg verpflichtet. 2010 wechselte sie zu ttc berlin eastside und trug 2011 zum zweiten Platz in der Bundesliga und im ETTU Cup bei. Ab 2013 spielte sie für den TSV Schwabhausen, von dem sie sich 2015 im Unfrieden trennte.